# Хейрокрация
Хейрокрацията е власт на насилието или на лошите.
Като форма на управление се споменава от Платон в Държавата и от Полибий във „Всеобща история“ в частта описваща формите на държавно управление на Римската република. Хейрокрацията е временно явление изразяващо се във власт на озверялата тълпа до момента в който не си намери своя господар и монарх. 